# Hohenfelde (Ramin)
Hohenfelde ist ein Ortsteil der Gemeinde Ramin des Amtes Löcknitz-Penkun im Landkreis Vorpommern-Greifswald in Mecklenburg-Vorpommern.

## Geographie
Der Ort liegt zwei Kilometer westlich der Staatsgrenze zu Polen, sieben Kilometer nordnordöstlich von Ramin und acht Kilometer ostnordöstlich von Löcknitz. Die Nachbarorte sind Blankensee im Norden, Buk im Nordosten, Dobra im Osten, Linken im Südosten, Neuenkrug im Süden, Bismark und Schillermühle im Südwesten, Plöwen im Westen sowie Boock im Nordwesten.

## Geschichte
Der Ort gehörte bis 1818 zeitweilig zur Uckermark, dann aber wieder zu Pommern. Das Gutshaus mit Park stammt aus der Mitte des 19. Jahrhunderts. 1928 befand sich das 477 Hektar große Gut im Besitz von Hans Malue.